# Guy Delvingt
Pour les articles homonymes, voir Delvingt.
Guy Delvingt, né le 28 juin 1958 à Mareau aux prés (Loiret), est un judoka français évoluant en catégorie - 60kg, plusieurs fois champion de France de la catégorie. 
Champion d'Europe junior puis vice champion du Monde junior en 1976 dans la catégorie des -63kg. Il est médaillé d'or dans la catégorie des -65 kg aux Jeux méditerranéens de 1979. Deux fois vainqueur du tournoi de Paris en 1981 et 1982 puis vice en 1985 ou s’inclinera contre le Français Jean-Pierre Hansen. 
Il a concouru aux Jeux olympiques d'été de 1984 en -60kg, épreuve durant laquelle il s'incline en place de 3ème face à l'Américain Edward Liddie.
En 1986 il devient entraîneur national des équipes de France et ce jusqu'en 2000.
Il a également été consultant technique du magazine L'Esprit du Judo. Il est le frère du judoka Yves Delvingt.
Il a obtenu son 8ème dan en 2020.

## Palmarès
1976 - Champion d'Europe Junior -63 kg 
1976 - Vice Champion du Monde Junior -63 kg 
1978 - Vice Championnats d'Europe Junior -65 kg
1984 - Jeux Olympiques -60 kg: 5ème